# План голоду
План голоду (нім. der Hungerplan, також план Бакке нім. der Backe-Plan) — назва плану політичного і військового керівництва Третього рейху, метою якого було отримання додаткових харчів для німецьких окупаційних військ і населення Німеччини. План передбачав, що внаслідок його реалізації від голоду загине близько тридцяти мільйонів мешканців окупованих територій СРСР. На думку історика Християна Герлаха, цей план розглядався як офіційна політика влади і послідовно втілювався після нападу на Радянський Союз.

## План голоду

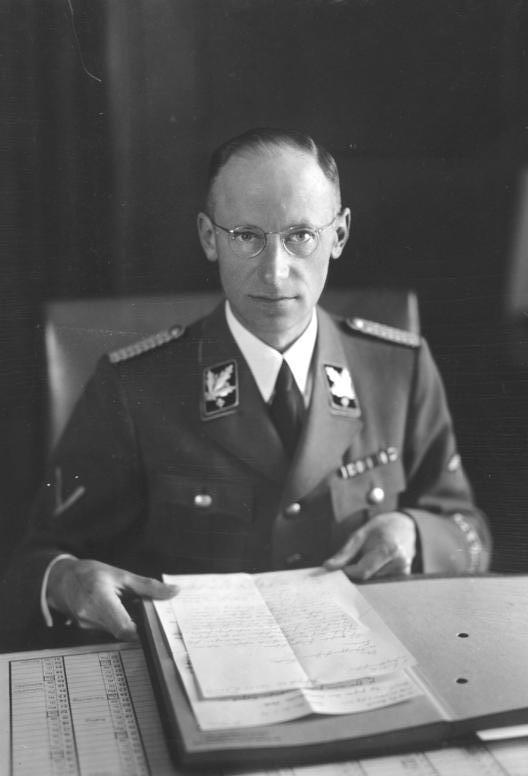
Герберт Бакке

Німеччина під час Першої світової війни відчувала брак сировини і продовольства. Під час Другої світової війни вона опинилася в схожій ситуації. Незважаючи на те, що в сільське господарство вкладалися великі кошти, продукції було недостатньо, щоби прогодувати країну.
14 лютого 1940 року штатс-секретар Імперського міністерства продовольства і сільського господарства Герберт Бакке на генеральній нараді з чотирирічного плану заявив, що така ситуація ставить під загрозу харчову промисловість Німеччини й може призвести до її розвалу, як і 1918 року.
Бакке дотримувався думки, що проблема з харчами може бути вирішена за рахунок Радянського Союзу. Але оскільки розрахунки, зроблені управлінням сільського господарства показували, що залишків у СРСР не було, була розроблена спеціальна стратегія, з метою отримання максимальної кількості продовольства з сіл і одночасного приведення в дію націонал-соціалістичної політики знищення. За твердженням Християна Герлаха, економічна стратегія на Сході була зброєю масового знищення цивільного населення.
Як докази існування такої стратегії, існує низка документів із державних і партійних штабів планування, а також записи виступів у міністерстві. Найважливішим доказом існування плану голоду є протокол засідання державних секретарів. У цьому документі, який відображає наміри низки високопоставлених посадових осіб і старших офіцерів армії, йде мова про записку, яка була складена в рамках однієї із зустрічей:
1. «Війна буде продовжена, якщо вермахт на третьому році війни буде повністю забезпечуватися продовольством із Росії» («Der Krieg ist nur weiter zu führen, wenn die gesamte Wehrmacht im 3. Kriegsjahr aus Rußland ernährt wird.»).
2. «При цьому, безумовно, десятки мільйонів людей помруть з голоду, якщо ми заберемо все для нас необхідне з країни» («Hierbei werden zweifellos zig Millionen Menschen verhungern, wenn von uns das für uns Notwendige aus dem Lande herausgeholt wird.»)[2].

Зернові багатства України були особливо важливими для самодостатності Німеччини, але все ж Україна не вирощувала достатньо зерна, щоб вирішити продовольчі проблеми Німеччини.
Вивозячи сільськогосподарську продукцію з України з метою забезпечення рейху продовольством, німецьке керівництво також закликало до:
1. знищення зайвого населення (євреї, населення великих українських міст);
2. екстремального скорочення пайків, які виділяються українцям в решті міст;
3. зменшення витрат на харчування сільського населення.

В ході обговорення плану Бакке відзначив, що кількість «зайвого населення» в СРСР досягає 20-30 мільйонів. Якщо позбавити це населення харчування, то зекономлене продовольство може бути використане для харчування німецької армії й німецького населення. План передбачав, що збільшене за роки індустріалізації міське населення СРСР буде позбавлене поставок продовольства. Передбачалася велика смертність серед населення Радянського Союзу, десятки мільйонів смертей очікувалися протягом першого року німецької окупації. Голод мав стати невід'ємною частиною окупаційної кампанії.

## Реалізація і результати плану

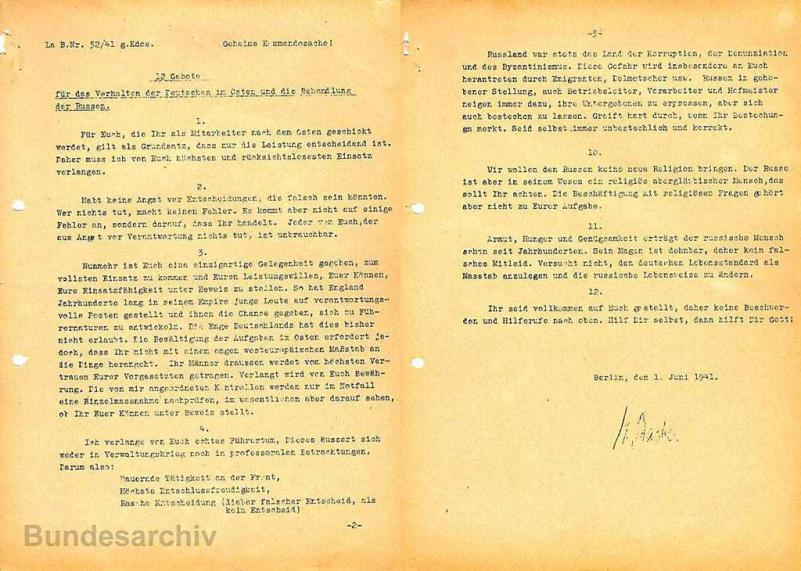
«12 заповідей» Бакке про поведінку німців на Сході й поведінку з «росіянами». Зокрема, 11-я заповідь: «Росіяни звикли за сотні років до бідності, голоду й невибагливості. Його шлунок розтяжний, тому [не допускати] ніякої жалю…»

План голоду призвів до масової загибелі цивільного населення й радянських військовополонених, які майже не отримували  харчування. Наприклад, євреям було заборонено купувати яйця, масло, молоко, м'ясо, овочі. Так звана «порція» для євреїв у Мінську й інших містах в межах контролю групи армій «Центр» був не більше 420 кілокалорій на день. Десятки тисяч євреїв загинули від голоду і його наслідків протягом зими 1941—1942 років.
Від одного до двох мільйонів радянських військовополонених загинули внаслідок голоду й поганих умов утримання протягом першого року війни.
Хоча план голоду був розроблений для Радянського Союзу, він незабаром був використаний в окупованій Польщі. За оцінками Рауля Гільберга, більш ніж півмільйона польських євреїв загинуло в гетто через голод.
До середини 1941 року в Польщі німецьке  населення отримувало 2613 кілокалорій на день, поляки — 699 кілокалорій, євреї в гетто — 184 кілокалорій. Єврейський раціон становив 7,5 % щоденної потреби в їжі, польський раціон — 26 %. Тільки раціон, виділений німцям, мав достатню кількість калорій.
На початку 1943 року, за оцінками Ганса Франка, німецького губернатора окупованої Польщі, близько 3-х мільйонів поляків зіткнулися з голодом внаслідок втілення плану. В серпні Варшава була повністю відрізана від поставок зерна. Тільки великий урожай 1943 року й наближення східного фронту в 1944 році врятували поляків від голоду.

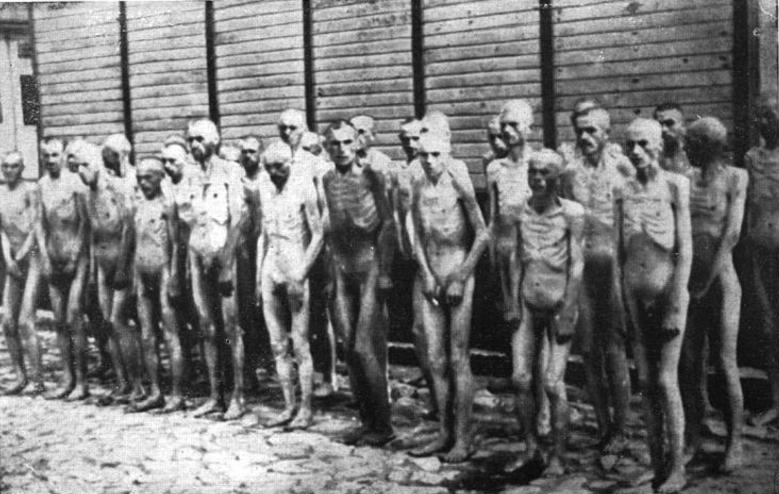
Радянські військовополонені в концтаборі Маутгаузен

Західна Європа була третьою в німецькому продовольчому списку, хоча вона ніколи не страждала від знищувального голоду, як Схід. Продовольство поступало в Німеччину з Франції та інших окупованих країн на Заході.
План голоду не був повністю реалізований. Німцям не вистачало людських ресурсів для повноцінного забезпечення «продовольчої блокади» радянських міст, і вони не змогли конфіскувати всі харчові продукти для власних цілей.

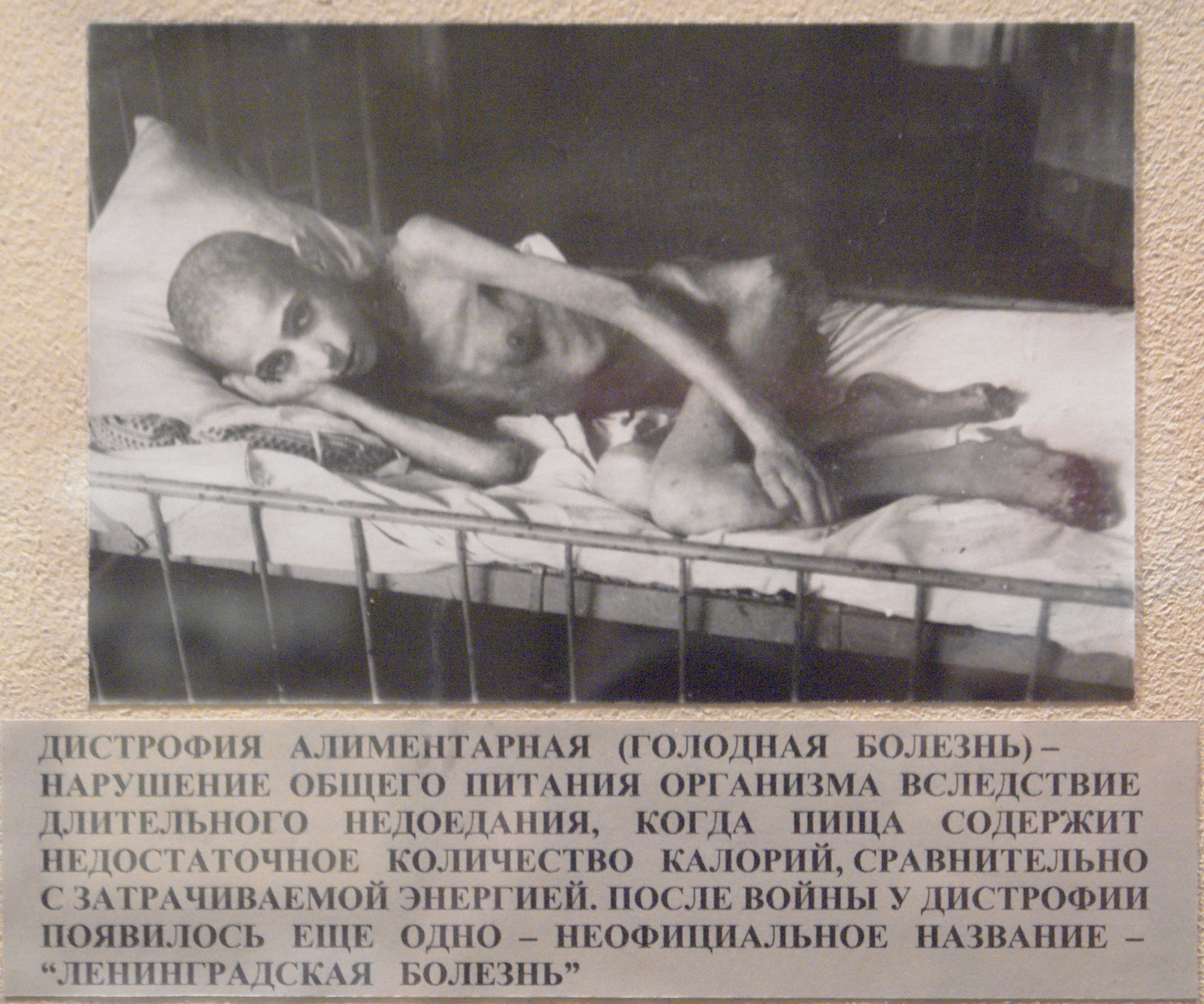
Жертва голоду в блокадному Ленінграді

Тим не менш, німці змогли суттєво поповнити свої запаси зерна, особливо із зерносховищ України й відрізали СРСР від України, що призвело до масштабного голоду на радянських територіях (особливо в Ленінграді, обложеному німецькими військами, де за час блокади Ленінграду загинуло близько одного мільйона людей).
Наприкінці 1943 року план призвів до стабілізації системи забезпечення продовольством німецького населення. Восени 1943 року, вперше з початку війни, продовольчі пайки для німецьких громадян, які раніше були зменшені в кілька разів, були знову збільшені.
В 1942-43 роках, окупована Європа постачала Німеччині більше однієї п'ятої свого зерна, чверть вироблених жирів і 30 відсотків м'яса.
Йозеф Геббельс писав у своїх щоденниках про план голоду. Він вказував, що основний принцип плану полягає в тому, що «перш ніж в Німеччині почнеться голод, голодувати буде низка інших народів».